# North American Soccer League
La North American Soccer League (NASL) fue la liga de fútbol profesional más importante de los Estados Unidos y Canadá entre 1968 y 1984.
Constaba de una fase regular disputada en la primavera y verano y con los playoffs que concluía con la celebración de una final entre dos equipos por el campeonato conocida como Soccer Bowl.
Aunque llegó a incluir hasta 24 equipos y fue el primer éxito de una liga de fútbol en los Estados Unidos y Canadá, con una media de asistencia a los estadios de más de 13 000 espectadores por partido entre 1977 y 1983, y retransmisiones nacionales de los encuentros por televisión entre 1975 y 1980, el torneo se disolvió por motivos económicos y falta de patrocinadores en 1985, por culpa de una fuerte crisis económica como resultado de una mala gestión que provocó una gran deuda. La liga no tenía estadios propios, alquilaba estadios de fútbol americano y la mayoría de los jugadores eran extranjeros y caros que no conectaban con el público estadounidense.
Varios equipos de la liga contrataron a jugadores estrellas en sus últimos años de carrera como Pelé, Johan Cruyff o Franz Beckenbauer, que generaron cierta expectación a finales de los años 1970.
Estados Unidos no volvió a contar con una liga de la misma importancia hasta 1993, cuando surgió la Major League Soccer. El nombre y algunos de los equipos que conformaron la liga original fueron refundados en 2009, y la nueva NASL empezó funciones en 2011, pero ya no es la liga más importante, como lo fue en su primera etapa, sino la segunda, por detrás de la MLS.

## Historia

### Orígenes de la NASL
En los años 1960, el fútbol en Estados Unidos no contaba con una liga profesional y era un deporte que no gozaba de la atención del público, más interesado en las competiciones de fútbol americano, béisbol o baloncesto. Sin embargo, la celebración de la Copa Mundial de Fútbol de 1966 en Inglaterra motivó la creación de un campeonato nacional, a cargo de empresarios deportivos y patrocinadores privados.
Un año después, surgieron dos torneos distintos y que aspiraban a convertirse en el campeonato principal. La Federación de Fútbol de los Estados Unidos y la FIFA reconocieron como oficial la United Soccer Association, las franquicias de la liga fueron controladas por los grandes o mejores equipos de Europa y América del Sur. Sin embargo, surgió a su vez otro torneo, la National Professional Soccer League (NPSL), que pese a no estar reconocida por los organismos oficiales, había firmado un contrato televisivo con CBS.
La United Soccer Association y la National Professional Soccer League coexistieron sólo una temporada en 1967, hasta que CBS no renovó su contrato con la NPSL por la baja audiencia de las retransmisiones. De este modo, ambos campeonatos acordaron su fusión un año después para crear la North American Soccer League, que fue reconocida por las federaciones de los Estados Unidos y Canadá.

### 1968 - 1974
En 1968 se disputó la primera edición de la North American Soccer League y los Atlanta Chiefs fueron los primeros campeones de la liga tras ganar las dos finales a los San Diego Toros. Sin embargo, el torneo registró problemas económicos en su primer año debido el alto salario de los jugadores extranjeros, el arriendo de estadios de alta envergadura y sumando la poca asistencia a los recintos. Esta situación ha llevado que la CBS dejara de transmitir encuentros por la baja audiencia y muchos de los equipos —excepto cinco— abandonaron la NASL para la siguiente temporada.
Para la temporada 1969, se jugó con una fase regular pero sin playoffs y los Kansas City Spurs ganaron el campeonato. Sin embargo, la NASL todavía no prosperaba, pero para 1970, llegaron dos nuevos equipos, los Rochester Lancers y los Washington Darts, estos lograron buenos resultados y la liga se salvó de la desaparición.
Los promedios de asistencia a los recintos en los primeros años era muy baja, aunque ha tenido una constante alza de 2.930 en 1969, hasta llegar a los 7.770 en 1974. La final del campeonato en 1974 entre Los Angeles Aztecs y los Miami Toros, fue televisado por CBS por primera vez desde 1968. Cada año se han ido integrando nuevos equipos y cada vez la liga iba en crecimiento.

### 1975 - 1979

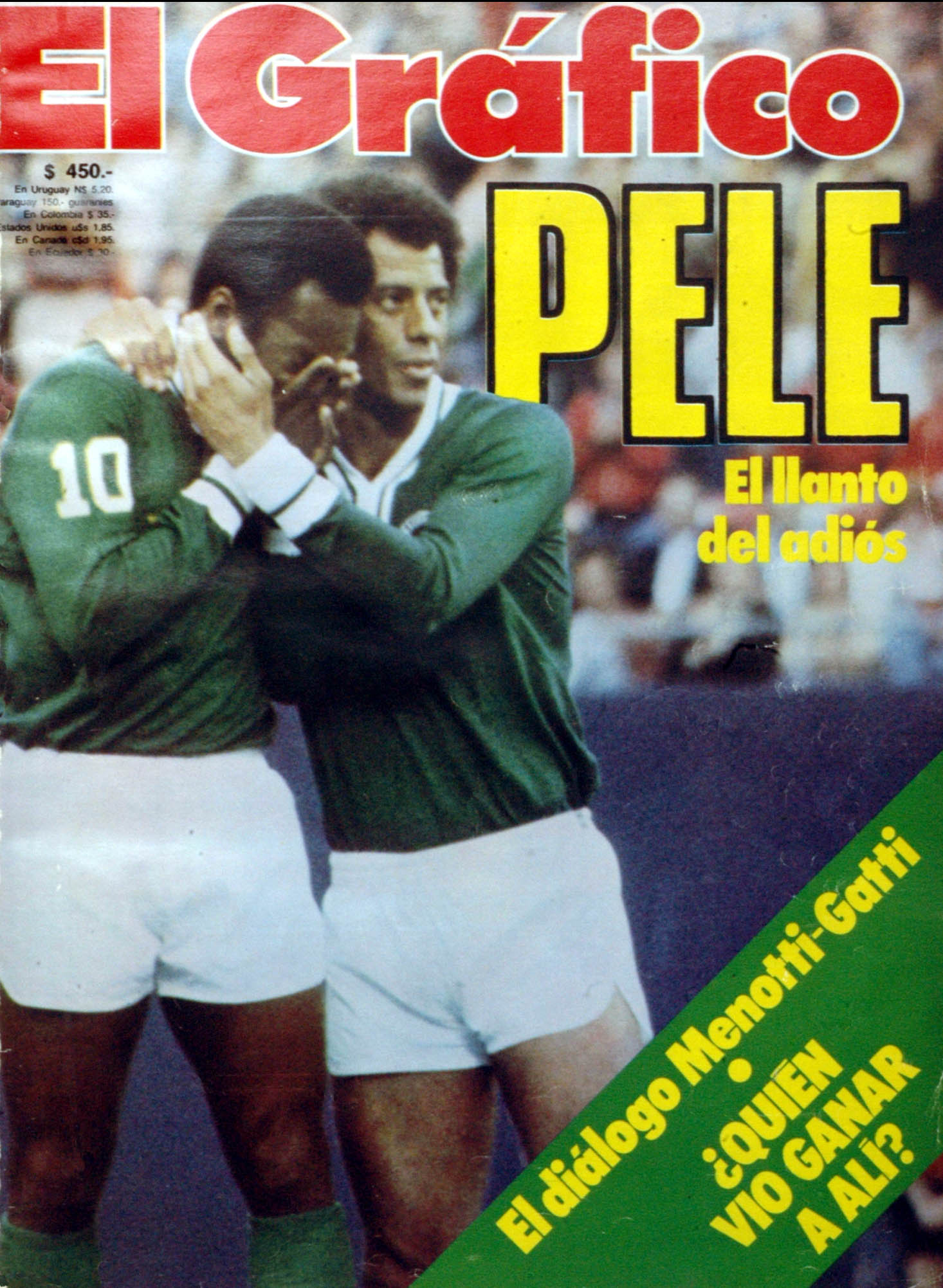
Pelé en el New York Cosmos.

Desde 1975, la NASL se convirtió en el principal destino para los futbolistas extranjeros que jugaban sus últimos años como profesional. El fichaje del brasileño Pelé a los New York Cosmos, generó mucho impacto para el público estadounidense, las audiencias televisivas subieron y la mayoría de los estadios se llenaron, y los Cosmos tuvieron una de las mayores asistencias promedio en la historia de la liga. Los Cosmos fueron en esos años el equipo sensación del torneo y ganaron varios campeonatos. Otras figuras destacadas que pasaron por el club de la gran manzana fueron el alemán Franz Beckenbauer y el italiano Giorgio Chinaglia.
Otros futbolistas que llegaron a la liga fueron el neerlandés Johan Cruyff —quién jugó por Los Angeles Aztecs y por los Washington Diplomats—, el norirlandés George Best, el portugués Eusébio —pasó por tres equipos, Boston Minutemen, Toronto Metros-Croatia y Las Vegas Quicksilvers—, el alemán Gerd Müller —formó parte de la plantilla de los Fort Lauderdale Strikers entre 1979 a 1981—, entre otros.

### Últimos años, problemas económicos y desaparición
La NASL fue disuelta en 1985 por culpa de una fuerte crisis económica como resultado de una mala gestión que provocó una gran deuda. La liga no tenía estadios propios, alquilaba estadios de fútbol americano y la mayoría de los jugadores eran extranjeros y caros que no conectaban con el público estadounidense. Cuando la liga estaba en pleno crecimiento, a partir de los años 1980, la NASL tenía problemas económicos. Desde 1981, el promedio de asistencia a los estadios fue a la baja, los canales televisivos dejaron de emitir encuentros del campeonato debido a la paupérrima audiencia durante sus transmisiones. Mientras que los equipos también tuvieron problemas financieros, lo que muchos de estos registraron perdidas millonarias, por ejemplo, los Minnestota Kicks perdieron más de 2.5 millones de dólares. Además, el número total de franquicias han bajado considerablemente hasta llegar a los 9 equipos en la temporada 1984. En ese mismo año, Chicago Sting se consagró campeón del torneo tras vencer las dos finales al Toronto Blizzard, siendo el último vencedor de la NASL. El 28 de marzo de 1985, la North American Soccer League cerró sus operaciones.

## Sistema de campeonato
La North American Soccer League fue un torneo sin ascensos y descensos. Al igual que en la mayoría de los campeonatos profesionales de Norteamérica, se jugaba con una fase regular y los playoffs, excepto en la edición 1969, ya que se disputó únicamente como torneo de liga.
A continuación, en la siguiente tabla, se muestra el siguiente formato de la NASL por temporada:
| Temporada | Equipos (Temporada regular) | Partidos jugados por equipo (Temporada regular) | Equipos en playoffs | Fase preliminar | Octavos de final | Cuartos de final | Semifinales | Final |
| --------- | --------------------------- | ----------------------------------------------- | ------------------- | --------------- | ---------------- | ---------------- | ----------- | ----- |
| 1968      | 17 (en 4 divisiones)        | 32                                              | 4                   | -               | -                | -                | X           | X     |
| 1969      | 5                           | 16                                              | -                   | -               | -                | -                | -           | -     |
| 1970      | 6 (en 2 divisiones)         | 24                                              | 2                   | -               | -                | -                | -           | X     |
| 1971      | 8 (en 2 divisiones)         | 24                                              | 4                   | -               | -                | -                | X           | X     |
| 1972      | 8 (en 2 divisiones)         | 14                                              | 4                   | -               | -                | -                | X           | X     |
| 1973      | 9 (en 3 divisiones)         | 19                                              | 4                   | -               | -                | -                | X           | X     |
| 1974      | 15 (en 4 divisiones)        | 20                                              | 4                   | -               | -                | X                | X           | X     |
| 1975      | 20 (en 4 divisiones)        | 22                                              | 8                   | -               | -                | X                | X           | X     |
| 1976      | 20 (en 4 divisiones)        | 22                                              | 12                  | X               | -                | X                | X           | X     |
| 1977      | 18 (en 4 divisiones)        | 26                                              | 12                  | X               | -                | X                | X           | X     |
| 1978      | 24 (en 6 divisiones)        | 30                                              | 16                  | -               | X                | X                | X           | X     |
| 1979      | 24 (en 6 divisiones)        | 30                                              | 16                  | -               | X                | X                | X           | X     |
| 1980      | 24 (en 6 divisiones)        | 32                                              | 16                  | -               | X                | X                | X           | X     |
| 1981      | 21 (en 5 divisiones)        | 32                                              | 16                  | X               | -                | X                | X           | X     |
| 1982      | 14 (en 3 divisiones)        | 32                                              | 8                   | -               | -                | X                | X           | X     |
| 1983      | 12 (en 3 divisiones)        | 30                                              | 8                   | -               | -                | X                | X           | X     |
| 1984      | 9 (en 2 divisiones)         | 24                                              | 4                   | -               | -                | -                | X           | X     |

### Sistema de puntuación
- 1968 a 1973: 6 puntos por victoria, 3 por empate, 1 punto adicional a cualquier encuentro disputado que haya marcado hasta 3 goles en un partido.
- 1974: 6 puntos por victoria, 3 por victoria en penales, 1 punto adicional a cualquier encuentro disputado que haya marcado hasta 3 goles en un partido.
- 1975 a 1976: 6 puntos por victoria, 1 por victoria en penales, 1 punto adicional a cualquier encuentro disputado que haya marcado hasta 3 goles en un partido.
- 1977 a 1980: 6 puntos por victoria (después de los 90 minutos, tras los 30 minutos del tiempo extra o en los penales), 1 punto adicional a cualquier encuentro disputado que haya marcado hasta 3 goles en un partido.
- 1981 a 1984: 6 puntos por victoria, 4 por victoria en penales, 1 punto adicional a cualquier encuentro disputado que haya marcado hasta 3 goles en un partido.

### Otras reglas importantes
- El reloj, que cuenta a 90 minutos en el fútbol internacional, en la NASL contaría hacia atrás y pararía en las situaciones de detención del juego. Cuando el reloj llegase a 0:00, el tiempo terminaría.
- Desde 1974 a 1984, existió la definición por Shoot-Out, para resolver los juegos empatados. Si el juego terminaba con un empate, se jugaría una muerte súbita:
  - Un jugador recibiría el balón a 32 metros del gol con cinco segundos para anotar. Igual que en una tanda de penaltis, cada equipo disponía de cinco intentos. Si el resultado era todavía empate, habría otra serie de Shoot-Out.

## Ganadores de la North American Soccer League
| Temporada                    | Campeón                      | Resultado                    | Subcampeón                   | Líder temporada regular      | Goleador                     | Equipo                       | Goles                        |
| North American Soccer League | North American Soccer League | North American Soccer League | North American Soccer League | North American Soccer League | North American Soccer League | North American Soccer League | North American Soccer League |
| ---------------------------- | ---------------------------- | ---------------------------- | ---------------------------- | ---------------------------- | ---------------------------- | ---------------------------- | ---------------------------- |
| 1968                         | Atlanta Chiefs (1)           | 0-0, 3-0                     | San Diego Toros              | San Diego Toros              | Janusz Kowalik               | Chicago Mustangs             | 30                           |
| 1969                         | Kansas City Spurs (1)        | Lig.                         | Atlanta Chiefs               | Kansas City Spurs            | Kaizer Motaung               | Atlanta Chiefs               | 16                           |
| 1970                         | Rochester Lancers (1)        | 3-0, 3-1                     | Washington Darts             | Washington Darts             | Kirk Apostolidis             | Dallas Tornado               | 16                           |
| 1971                         | Dallas Tornado (1)           | 1-2, 4-1, 2-0                | Atlanta Chiefs               | Rochester Lancers            | Carlos Metidieri             | Rochester Lancers            | 19                           |
| 1972                         | New York Cosmos (1)          | 2-1                          | St. Louis Stars              | New York Cosmos              | Randy Horton                 | New York Cosmos              | 9                            |
| 1973                         | Philadelphia Atoms (1)       | 2-0                          | Dallas Tornado               | Dallas Tornado               | Kyle Rote                    | Dallas Tornado               | 10                           |
| 1974                         | Los Angeles Aztecs (1)       | 3-3 (5-3 pen.)               | Miami Toros                  | Los Angeles Aztecs           | Paul Child                   | San Jose Earthquakes         | 15                           |
| 1975                         | Tampa Bay Rowdies (1)        | 2-0                          | Portland Timbers             | Portland Timbers             | Steve David                  | Miami Toros                  | 23                           |
| 1976                         | Toronto Metros-Croatia (1)   | 3-0                          | Minnesota Kicks              | Tampa Bay Rowdies            | Giorgio Chinaglia            | New York Cosmos              | 19                           |
| 1977                         | Cosmos (2)                   | 2-1                          | Seattle Sounders             | Fort Lauderdale Strikers     | Steve David                  | Los Angeles Aztecs           | 26                           |
| 1978                         | Cosmos (3)                   | 3-1                          | Tampa Bay Rowdies            | Cosmos                       | Giorgio Chinaglia            | Cosmos                       | 34                           |
| 1979                         | Vancouver Whitecaps (1)      | 2-1                          | Tampa Bay Rowdies            | New York Cosmos              | Oscar Fabbiani               | Tampa Bay Rowdies            | 25                           |
| 1980                         | New York Cosmos (4)          | 3-0                          | Fort Lauderdale Strikers     | New York Cosmos              | Giorgio Chinaglia            | New York Cosmos              | 32                           |
| 1981                         | Chicago Sting (1)            | 0-0 (2-1 pen.)               | New York Cosmos              | New York Cosmos              | Giorgio Chinaglia            | New York Cosmos              | 29                           |
| 1982                         | New York Cosmos (5)          | 1-0                          | Seattle Sounders             | New York Cosmos              | Giorgio Chinaglia            | New York Cosmos              | 20                           |
| 1983                         | Tulsa Roughnecks (1)         | 2-0                          | Toronto Blizzard             | New York Cosmos              | Roberto Cabañas              | New York Cosmos              | 25                           |
| 1984                         | Chicago Sting (2)            | 2-1, 3-2                     | Toronto Blizzard             | Chicago Sting                | Slaviša Žungul               | Golden Bay Earthquakes       | 20                           |

### Títulos por club
| Club                     | Títulos | Subcamp. | Años de los campeonatos      |
| ------------------------ | ------- | -------- | ---------------------------- |
| New York Cosmos          | 5       | 1        | 1972, 1977, 1978, 1980, 1982 |
| Chicago Sting            | 2       | 0        | 1981, 1984                   |
| Atlanta Chiefs           | 1       | 2        | 1968                         |
| Tampa Bay Rowdies        | 1       | 2        | 1975                         |
| Toronto Blizzard         | 1       | 2        | 1976                         |
| Dallas Tornado           | 1       | 1        | 1971                         |
| Kansas City Spurs        | 1       | 0        | 1969                         |
| Rochester Lancers        | 1       | 0        | 1970                         |
| Philadelphia Atoms       | 1       | 0        | 1973                         |
| Los Angeles Aztecs       | 1       | 0        | 1974                         |
| Vancouver Whitecaps      | 1       | 0        | 1979                         |
| Tulsa Roughnecks         | 1       | 0        | 1983                         |
| Seattle Sounders         | 0       | 2        |                              |
| San Diego Toros          | 0       | 1        |                              |
| Washington Darts         | 0       | 1        |                              |
| St. Louis Stars          | 0       | 1        |                              |
| Miami Toros              | 0       | 1        |                              |
| Portland Timbers         | 0       | 1        |                              |
| Minnesota Kicks          | 0       | 1        |                              |
| Fort Lauderdale Strikers | 0       | 1        |                              |

## Estadísticas

### Goleadores por edición

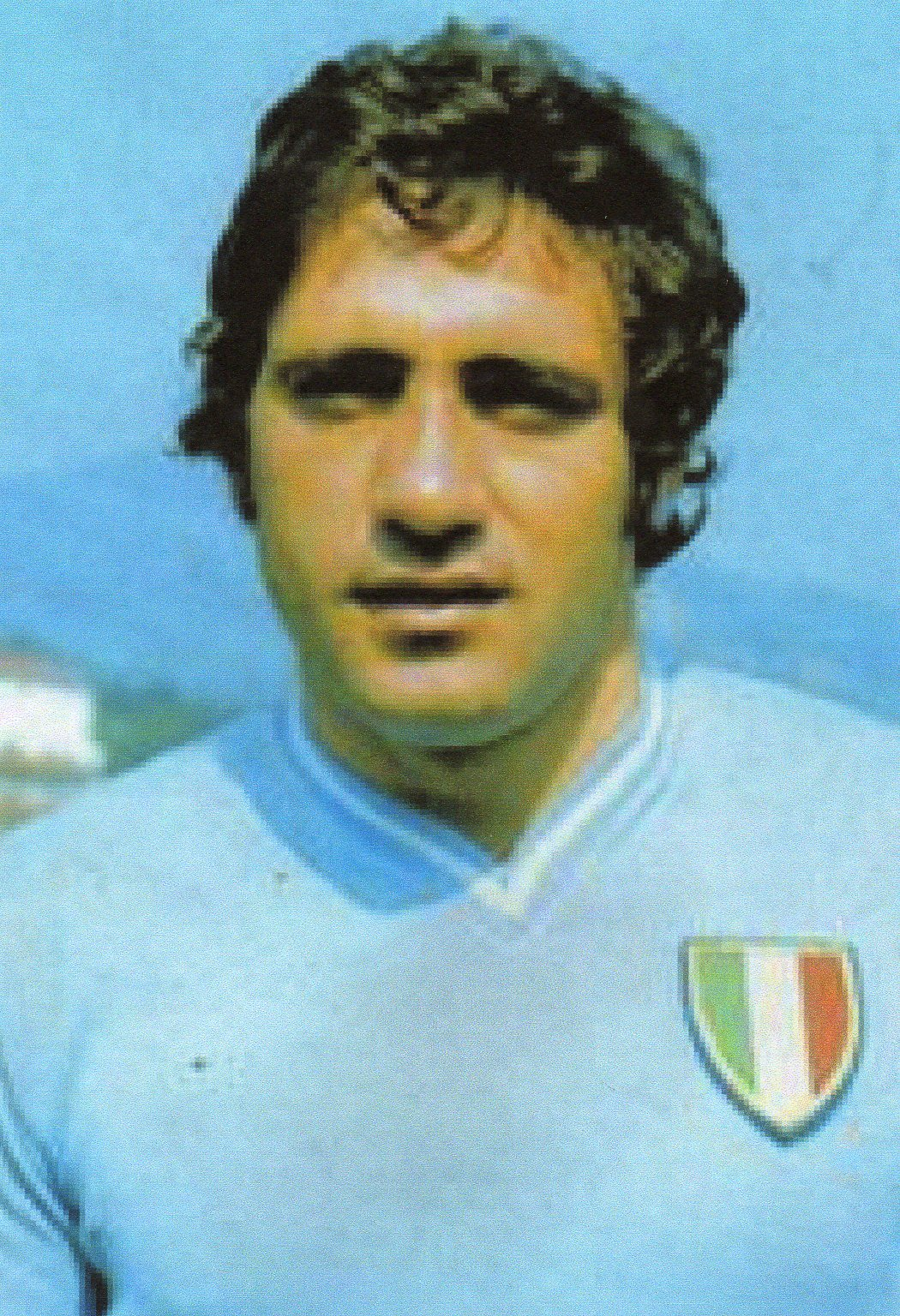
Giorgio Chinaglia, fue el máximo anotador de la NASL en 5 ocasiones.

| Año  | Jugador           | Equipo                 | Goles | Puntos |
| ---- | ----------------- | ---------------------- | ----- | ------ |
| 1968 | Janusz Kowalik    | Chicago Mustangs       | 30    | 69     |
| 1969 | Kaizer Motaung    | Atlanta Chiefs         | 16    | 36     |
| 1970 | Kirk Apostolidis  | Dallas Tornado         | 16    | 35     |
| 1971 | Carlos Metidieri  | Rochester Lancers      | 19    | 46     |
| 1972 | Randy Horton      | New York Cosmos        | 9     | 22     |
| 1973 | Kyle Rote, Jr.    | Dallas Tornado         | 10    | 30     |
| 1974 | Paul Child        | San Jose Earthquakes   | 15    | 36     |
| 1975 | Steve David       | Miami Toros            | 23    | 52     |
| 1976 | Giorgio Chinaglia | New York Cosmos        | 19    | 49     |
| 1977 | Steve David       | Los Angeles Aztecs     | 26    | 58     |
| 1978 | Giorgio Chinaglia | New York Cosmos        | 34    | 79     |
| 1979 | Oscar Fabbiani    | Tampa Bay Rowdies      | 25    | 58     |
| 1980 | Giorgio Chinaglia | New York Cosmos        | 32    | 77     |
| 1981 | Giorgio Chinaglia | New York Cosmos        | 29    | 74     |
| 1982 | Giorgio Chinaglia | New York Cosmos        | 20    | 55     |
| 1983 | Roberto Cabañas   | New York Cosmos        | 25    | 66     |
| 1984 | Slaviša Žungul    | Golden Bay Earthquakes | 20    | 50     |

| N.º | Jugador             | País                | Goles |
| --- | ------------------- | ------------------- | ----- |
| 1   | Giorgio Chinaglia   | Italia              | 193   |
| 2   | Alan Willey         | Inglaterra          | 129   |
| 3   | Karl-Heinz Granitza | Alemania Occidental | 128   |
| 4   | Ron Futcher         | Inglaterra          | 119   |
| 5   | Paul Child          | Estados Unidos      | 102   |
| 6   | Ilija Mitic         | Yugoslavia          | 101   |
| 7   | Steve David         | Trinidad y Tobago   | 100   |
| 8   | Patrick Ntsoelengoe | Sudáfrica           | 87    |
| 9   | Mike Stojanović     | Canadá              | 83    |
| 10  | Alan Green          | Estados Unidos      | 82    |

| N.º | Jugador             | País           | Partidos |
| --- | ------------------- | -------------- | -------- |
| 1   | Bob Lenarduzzi      | Canadá         | 288      |
| 2   | Bruce Wilson        | Canadá         | 276      |
| 3   | Mike Connell        | Sudáfrica      | 252      |
| 4   | Patrick Ntsoelengoe | Sudáfrica      | 244      |
| 5   | Paul Child          | Estados Unidos | 239      |
| 6   | Alan Willey         | Inglaterra     | 238      |
| 7   | Bob Rigby           | Estados Unidos | 227      |
| 8   | Arnie Mausser       | Estados Unidos | 224      |
| 9   | Steve Litt          | Inglaterra     | 220      |
| 10  | Robert Iarusci      | Canadá         | 217      |

### Tabla histórica de la North American Soccer League
La tabla presenta datos desde la temporada 1968 hasta la edición de 1984. Se incluyen resultados obtenidos en la United Soccer Association y en la National Professional Soccer League, ambos jugados en 1967.
En esta tabla se otorga por puntos: 2 puntos por victoria, 1 punto por empate y 0 puntos por derrota. Solo se muestran los primeros 10 equipos.
| Pos. | Equipos             | PJ  | G   | E  | P   | GF  | GC  | Dif. | Pts. |
| ---- | ------------------- | --- | --- | -- | --- | --- | --- | ---- | ---- |
| 1    | New York Cosmos     | 359 | 221 | 18 | 120 | 844 | 569 | +275 | 460  |
| 2    | Minnesota Strikers  | 383 | 196 | 29 | 158 | 698 | 663 | +35  | 421  |
| 3    | Vancouver Whitecaps | 302 | 182 | 4  | 116 | 568 | 407 | +161 | 368  |
| 4    | Toronto Blizzard    | 359 | 163 | 23 | 173 | 590 | 601 | -11  | 349  |
| 5    | Dallas Tornado      | 357 | 151 | 31 | 175 | 562 | 643 | -81  | 333  |
| 6    | California Surf     | 377 | 142 | 31 | 204 | 578 | 739 | -161 | 315  |
| 7    | San Diego Sockers   | 302 | 153 | 2  | 147 | 560 | 561 | -1   | 308  |
| 8    | Seattle Sounders    | 278 | 151 | 3  | 124 | 538 | 409 | +129 | 305  |
| 9    | Chicago Sting       | 282 | 150 | 0  | 132 | 585 | 523 | +62  | 300  |
| 10   | Tampa Bay Rowdies   | 282 | 147 | 0  | 135 | 551 | 535 | +16  | 294  |

### Promedio de asistencia anual
| Año  | Asistencia |
| ---- | ---------- |
| 1968 | 4 699      |
| 1969 | 2 930      |
| 1970 | 3 163      |
| 1971 | 4 154      |
| 1972 | 4 780      |
| 1973 | 5 954      |
| 1974 | 7 770      |
| 1975 | 7 642      |
| 1976 | 10 295     |

| Año  | Asistencia |
| ---- | ---------- |
| 1977 | 13 558     |
| 1978 | 13 084     |
| 1979 | 14 201     |
| 1980 | 14 440     |
| 1981 | 14 084     |
| 1982 | 13 155     |
| 1983 | 13 258     |
| 1984 | 10 759     |

## Reconocimientos anuales
| Edición | Jugador más valioso | Equipo                   | Novato del año    | Equipo             | Entrenador del año | Equipo                   |
| ------- | ------------------- | ------------------------ | ----------------- | ------------------ | ------------------ | ------------------------ |
| 1968    | Janusz Kowalik      | Chicago Mustangs         | Kaizer Motaung    | Atlanta Chiefs     | Phil Woosnam       | Atlanta Chiefs           |
| 1969    | Cirilio Fernández   | Kansas City Spurs        | Siegfried Stritzl | Baltimore Bays     | Janos Bedl         | Kansas City Spurs        |
| 1970    | Carlos Metidieri    | Rochester Lancers        | Jim Leeker        | St. Louis Stars    | Sal de Rosa        | Rochester Lancers        |
| 1971    | Carlos Metidieri    | Rochester Lancers        | Randy Horton      | New York Cosmos    | Ron Newman         | Dallas Tornado           |
| 1972    | Randy Horton        | New York Cosmos          | Mike Winter       | St. Louis Stars    | Casey Frankiewicz  | St. Louis Stars          |
| 1973    | Warren Archibald    | Miami Toros              | Kyle Rote, Jr.    | Dallas Tornado     | Al Miller          | Philadelphia Atoms       |
| 1974    | Peter Silvester     | Baltimore Comets         | Doug McMillan     | Los Angeles Aztecs | John Young         | Miami Toros              |
| 1975    | Steve David         | Miami Toros              | Chris Bahr        | Philadelphia Atoms | John Sewell        | St. Louis Stars          |
| 1976    | Pelé                | New York Cosmos          | Steve Pecher      | Dallas Tornado     | Eddie Firmani      | Tampa Bay Rowdies        |
| 1977    | Franz Beckenbauer   | New York Cosmos          | Jim McAlister     | Seattle Sounders   | Ron Newman         | Fort Lauderdale Strikers |
| 1978    | Mike Flanagan       | New England Tea Men      | Gary Etherington  | New York Cosmos    | Tony Waiters       | Vancouver Whitecaps      |
| 1979    | Johan Cruyff        | Los Angeles Aztecs       | Larry Hulcer      | Los Angeles Aztecs | Timo Liekoski      | Houston Hurricane        |
| 1980    | Teófilo Cubillas    | Fort Lauderdale Strikers | Jeff Durgan       | New York Cosmos    | Alan Hinton        | Seattle Sounders         |
| 1981    | Giorgio Chinaglia   | New York Cosmos          | Joe Morrone, Jr.  | Tulsa Roughnecks   | Willy Roy          | Chicago Sting            |
| 1982    | Peter Ward          | Seattle Sounders         | Pedro DeBrito     | Tampa Bay Rowdies  | Johnny Giles       | Vancouver Whitecaps      |
| 1983    | Roberto Cabañas     | New York Cosmos          | Gregg Thompson    | Tampa Bay Rowdies  | Dragan Popović     | Golden Bay Earthquakes   |
| 1984    | Slaviša Žungul      | Golden Bay Earthquakes   | Roy Wegerle       | Tampa Bay Rowdies  | Ron Newman         | San Diego Sockers        |

## Campeones de la NASL en pista cubierta
El campeonato de la NASL indoor fue una competición que se jugaba dentro de un pabellón. El primero en disputarse fue en 1975. El torneo se jugaba en 4 grupos, el primero de cada grupo clasificaba a la fase final, solamente ese formato se desarrolló en los años 1975 y 1976. Desde la edición de 1979-80 hasta 1983-84, se disputó en conferencias o divisiones e incluyendo la ronda final y la última temporada se jugó una fase regular y también con los playoffs. Posteriormente en 1983 se disputó un torneo de exhibición, resultando ganador el Tampa Bay Rowdies.
| Año     | Campeón              | Subcampeón        | Goleador (Goles)         |
| ------- | -------------------- | ----------------- | ------------------------ |
| 1975    | San Jose Earthquakes | Tampa Bay Rowdies | Paul Child (14)          |
| 1976    | Tampa Bay Rowdies    | Rochester Lancers | Juli Veee (8)            |
| 1979-80 | Tampa Bay Rowdies    | Memphis Rogues    | David Byrne (23)         |
| 1980-81 | Edmonton Drillers    | Chicago Sting     | Karl-Heinz Granitza (42) |
| 1981-82 | San Diego Sockers    | Tampa Bay Rowdies | Juli Veee (51)           |
| 1983    | Tampa Bay Rowdies    | Montreal Manic    | Laurie Abrahams (12)     |
| 1983-84 | San Diego Sockers    | New York Cosmos   | Slaviša Žungul (63)      |

### Títulos por club
| Equipo               | Campeón | Subcampeón |
| -------------------- | ------- | ---------- |
| Tampa Bay Rowdies    | 3       | 2          |
| San Diego Sockers    | 2       | 0          |
| San Jose Earthquakes | 1       | 0          |
| Edmonton Drillers    | 1       | 0          |
| Rochester Lancers    | 0       | 1          |
| Memphis Rogues       | 0       | 1          |
| Chicago Sting        | 0       | 1          |
| Montreal Manic       | 0       | 1          |
| New York Cosmos      | 0       | 1          |

## Comisionados
- Dick Walsh (1967)
- Ken Macker (NPSL) (1967)
- Walsh y Macker co-comisionados (1968)
- Phil Woosnam (1969-1983)
- Howard J. Samuels (1983-1984)
- Clive Toye (1984-1985)